# Jules Marcou

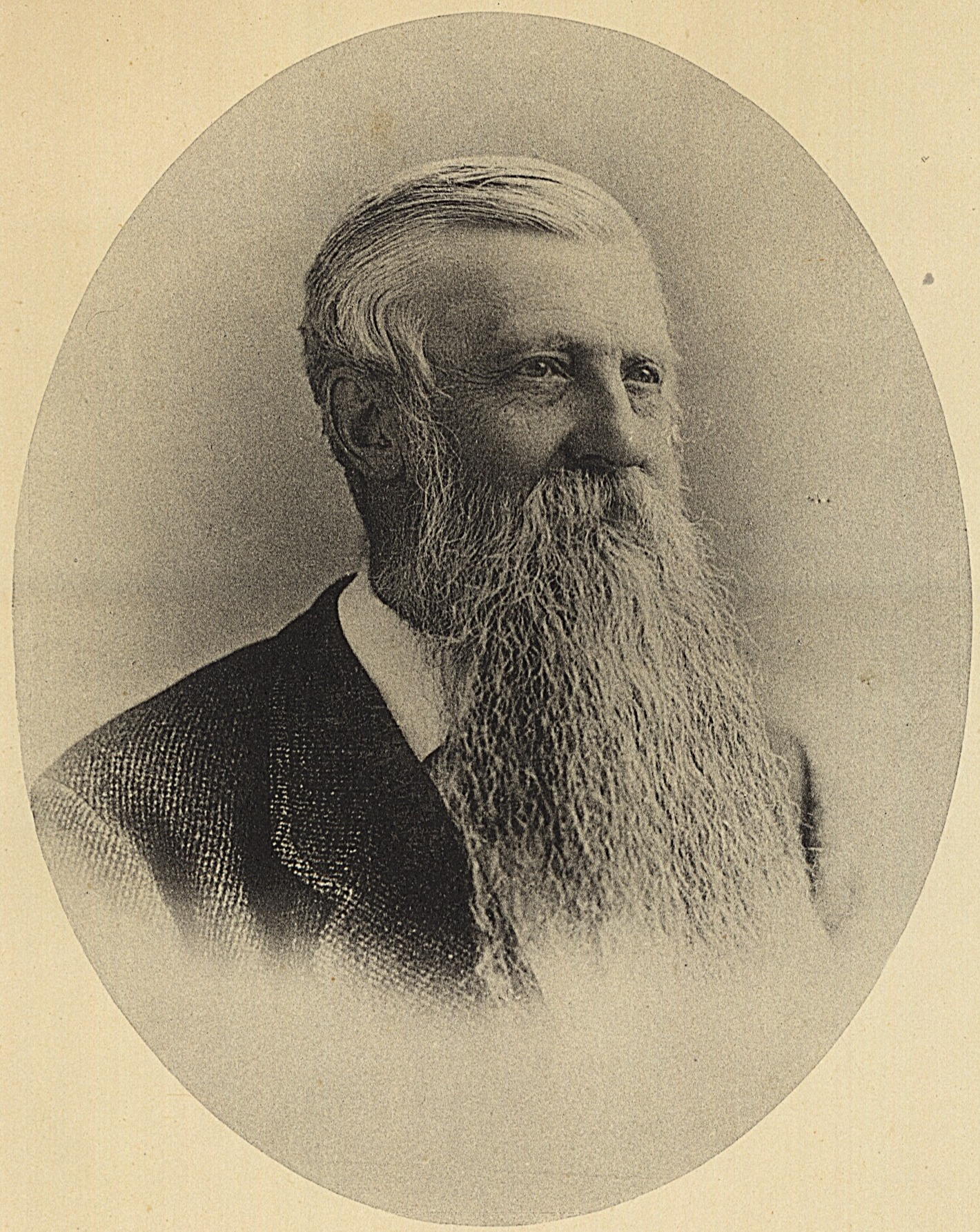
Jules Marcou

Jules Marcou (* 20. April 1824 in Salins-les-Bains; † 17. April 1898 in Cambridge, Massachusetts) war ein französischer Geologe, der vor allem in den USA wirkte.

## Leben
Marcou stammte aus dem französischen Jura, ging in Besançon zur Schule, in Dijon und auf das Collège Saint Louis in Paris, war aber häufig krank und musste die Ausbildung abbrechen. In seiner Heimat Salines wurde er durch den Arzt Claude-Marie Germain in die Geologie eingeführt. Auf mehreren Studienreisen in das Französische und Schweizer Jura, die er teilweise zur Gesundung unternahm, traf er Jules Thurmann (1804–1855) und machte über diesen die Bekanntschaft von Louis Agassiz (1845). Ab 1846 war er Präparator für Naturgeschichte beim Mineralogie-Professor an der Sorbonne Gabriel Delafosse (1796–1878) und 1847 ist er Präparator für Paläontologie bei Louis Cordier am Muséum national d’histoire naturelle, in dessen Auftrag er auch 1848 als Geologe zum Sammeln in die USA geschickt wurde. Dort begleitete er Louis Agassiz auf einer halbjährigen Reise in das Gebiet der Großen Seen (Kupferbergwerke auf der Keweenaw Peninsula, zum Lake Huron und zum  Niagara) und im Staat New York. 1849 bereiste er New Jersey, Pennsylvania und Virginia und später die Allegheny Mountains, Kentucky mit dem Mammoth Cave und den Osten von Kanada. 1850 kehrte er nach seiner Heirat kurz nach Europa zurück und war 1853 Geologe im Pacific Railroad Survey längs des 35. Breitengrads (unter Leutnant A. W. Whipple). Dabei war er auch 1854 in Kalifornien, wo er die Goldfelder und San Francisco besuchte und über Panama zur Ostküste zurückkehrte.
1856 bis 1859 war er  Professor für Geologie und Paläontologie an der ETH Zürich, was er aus Gesundheitsgründen aufgab, und 1860 war er wieder in den USA, wo er Louis Agassiz in Boston bei der Gründung des Museum of Comparative Zoology der Harvard University unterstützte. Während des Amerikanischen Bürgerkriegs unternahm er weiter Forschungsreisen auch in Kriegsgebiete (1861 bis 1863 in den Appalachen, 1863 in Kansas und Nebraska). 1864 bis 1875 war er in Frankreich in Salines, über diese Zeit ist aber weniger bekannt. 1875 war er Mitglied des Wheeler Survey von Südkalifornien (Teil des US Geographical Survey West of the One Hundredth Meridian). 1878 bis 1881 ist er wieder in Frankreich (wobei er aus Gesundheitsgründen teilweise den Winter in Algerien verbrachte), und ab 1881 lebte er wieder in den USA und wohnte in Cambridge (Massachusetts).
Außer mit Agassiz war er mit Louis Pasteur (sein Schulfreund in Besançon) und Joachim Barrande befreundet. 1847 unternahm er Exkursionen mit Oscar Fraas in Württemberg und im Schwarzwald. Er führte einige heftige Kampagnen, so 1892 gegen die Organisation des US Geological Survey durch John Wesley Powell und er war auch in Frankreich in einige Streitigkeiten verwickelt, besonders mit Edmond Hébert.
1845 wurde er Mitglied der französischen geologischen Gesellschaft, 1870 der Académie des Sciences, Belles-Lettres et Arts de Besançon und 1861 der American Academy of Arts and Sciences. 1867 erhält er das Kreuz der Ehrenlegion. 1875 wurde er korrespondierendes Mitglied und 1879 Mitglied der Geological Society of London.
Er heiratete 1850 in Boston Jane Belknap, Tochter des Historikers Jeremy Belknap, und hatte drei Kinder. Durch die Heirat war er finanziell unabhängig.

## Schriften
- Notice sur les différentes formations des terrains jurassiques dans le Jura occidental. Neuchatel 1846.
- Recherches géologiques sur le Jura salinois, Mémoirs Société géologique de France. Paris 1846 (erschienen 1848).
- Über die Geologie der vereinigten Staaten und der britischen Provinzen von Nord-Amerika. Perthes, Gotha 1855.
- Carte géologique des États-Unis et des provinces anglaises de l'Amérique du nord. In: Bulletin de la Société géologique de France 1855 (Maßstab 1: 14 Millionen).
- American geology: letter on some points of the geology of Texas, New Mexico, Kansas, and Nebraska, addressed to Messrs. F. B. Meek and F. V. Hayden, Zürich 1858.
- Geology of North America: with two reports on the prairies of Arkansas and Texas, the Rocky Mountains of New Mexico, and the Sierra Nevada of California, originally made for the United States government. Zürich 1858.
- Dyas et Trias: ou le nouveau grès rouge en Europe dans l'Amérique du Nord et dans l'Inde. Genf 1859.
- Carte géologique de la Terre (im Maßstab 1: 23 Millionen). Winterthur 1861, 2. Auflage 1875. (Explication d'une seconde édition de la Carte géologique de la terre. Wurster, Zürich 1875, konstruiert von J. M. Ziegler).
- Lettres sur les roches du Jura et leur distribution géographique dans les deux hémisphères. F. Klincksieck, Paris 1857–1860.
- Letter to M. Joachim Barrande on the Taconic rocks of Vermont and Canada. Cambridge/Massachusetts 1862.
- De la science en France. Reinwald, Paris 1869.
- Les Géologues et la géologie du Jura jusqu'en 1870. Lons le Saunier 1886.
- Amerriques, Amerigho Vespucci, et Amérique. Paris 1892.
- Souvenirs d'un géologue sur Panama et le Canal de Panama. Neuchatel 1893.
- Herausgeber und Autor: Life, Letters and Work of Louis Agassiz. Macmillan 1895. Archive.
- The Jura of Texas. In: Proceedings of the Boston Society of Natural History, 27 (1896), S. 149–158.